# Steinschneider Lilly

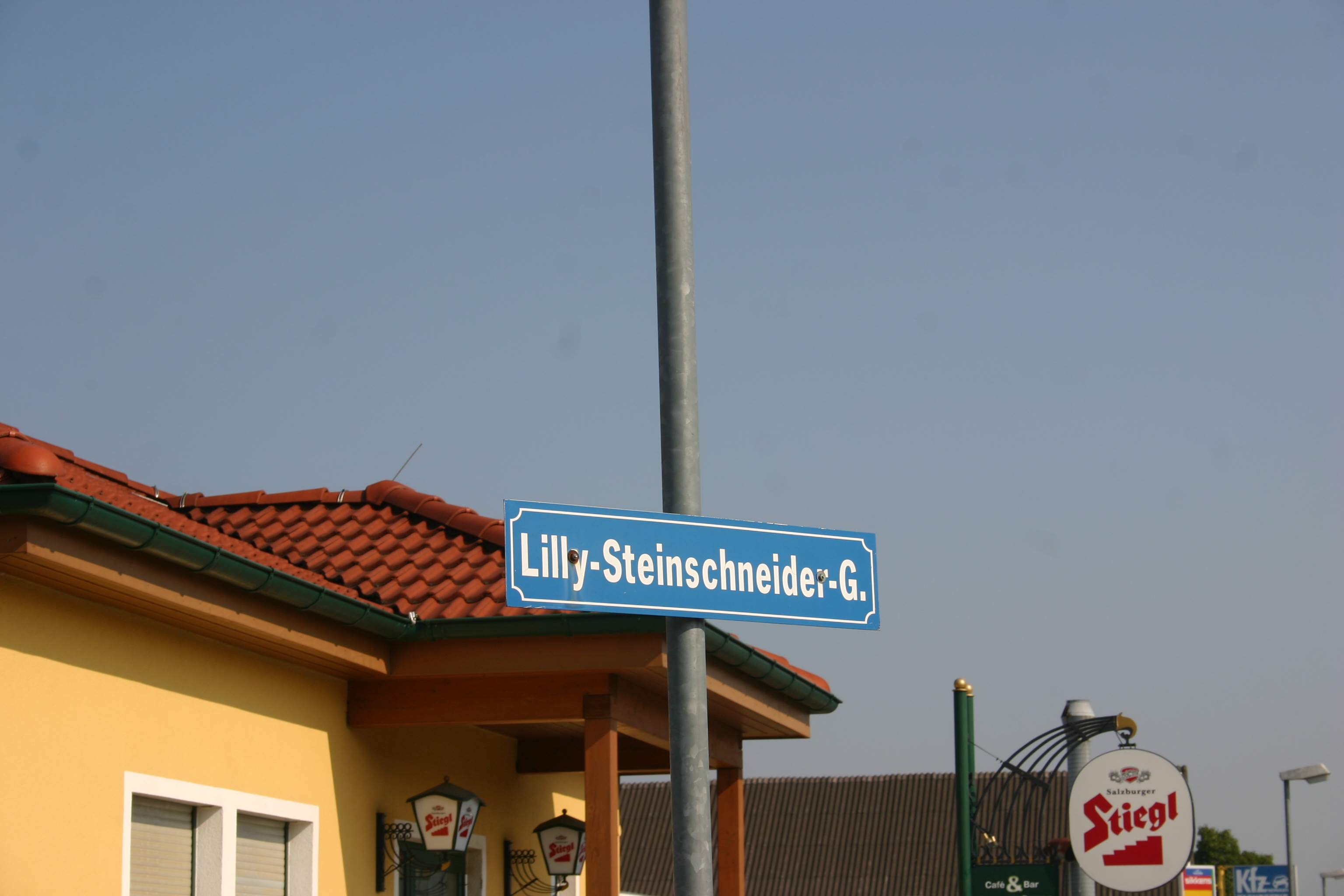
Lilly Steinschneider Gasse Bécsújhely

Steinschneider Lilly (teljes nevén: Steinschneider-Wenckheim Helene Lilly) (Budapest, 1891. január 13. – Genf, 1975. március 28.) pilóta, az Osztrák–Magyar Monarchia második vizsgát tett és első magyar női pilótája.

## Életpályája
Jómódú osztrák-magyar-zsidó polgári család második gyermekeként látta meg a napvilágot (egyes források szerint 1890-ben). A családnak híres bútor- és ágyneműgyára volt, melyet a nagyapa Steinschneider Jakab alapított 1857-ben Komáromban. Egy anekdota szerint maga Sissi is betért annak idején az üzletükbe, de az tény, hogy a császári család ágynemű beszállítói voltak. Édesapja, Bernát, később saját céget alapított. Édesanyja a csehországi származású Wohl Irma volt. Három testvére ismert, bár egy régi újságcikk szerint öten voltak testvérek. Bátyja, Húgó még csecsemőként meghalt. Öccse, Frigyes, zeneszerző volt, és fiatalon öngyilkos lett. Húga, Margit, később Szabóra magyarosítja a nevét. Az ötödik testvérről semmilyen további információ nem ismeretes, valószínűleg ő is csecsemő korában halt meg. Ilka néven anyakönyvezték de a világ Lillyként ismerte meg.
A Budapesten 1910 nyarán megrendezett nemzetközi repülőverseny olyan nagy hatással volt rá, hogy elhatározta, hogy pilóta lesz. 1912-ben már neves pilóták utasaként tűnt fel, ugyanis bizonyos repülési versenyfeladatoknál feltétel volt utas szállítása is. Könnyű testalkata és vállalkozó kedve hozzásegítette, hogy távolsági és magassági rekordkísérletek résztvevője legyen.
Joseph Sablatniggal, aki az első éjszakai repülésről vált híressé, megnyert egy távolsági repülést, amelynek során 168 km-t tettek meg Gerasdorf, Großenzersdorf és Deutsch-Wagram felett körözve. Lilly Bécsújhelyen végezte el a pilótatanfolyamot Karl Illnernél egy Etrich Taube típusú géppel. A 4. számú pilótaigazolványt 1912. augusztus 15-én kapta meg. Ez ma a budapesti Közlekedési Múzeum repüléstörténeti kiállításán tekinthető meg a Petőfi Csarnokban. Ez a dátum Lilly drágakövekkel kirakott, repülőgépet ábrázoló nyakékén is látható. A vizsgán a bizottság nevében Emil Uzelac ezredes, az osztrák–magyar katonai léghajózási osztály parancsnoka, August Knirsch főhadnagy és Illner volt jelen. A vizsga után az újdonsült pilótanő Uzelac ezredest is felvitte a levegőbe, a korabeli újságok adatai alapján 1800 méterig repült fel utasával.
Különböző hazai és ausztriai repülőbemutatókon, versenyeken vett részt. 1912. augusztus 20-án a Magyar Aviatikai Szövetség Pesten, a rákosi repülőtéren nagyszabású repülőversenyt szervezett. Ezen a versenyen az indulók között találjuk Steinschneider Lillyt is. Terveit azonban egy sajnálatos esemény meghiúsította: Etrich gépe, amellyel Bécsújhelyen letette a pilótavizsgát, nem érkezett meg, így a közönség által annyira várt első női pilóta bemutatkozó repülése elmaradt. Első nyilvános felszállására végül 1912. október 6-án Nagyváradon került sor, ahol, 50-60 méteres magasságba emelkedett gépével. Földet érése után a mintegy kétezer fős ülő publikum elragadtatva éljenezte, és vállon vitték a hangárokhoz. Az 1913-as év legnagyobb aviatikai szenzációjának a II. Nemzetközi Repülőhét számított a Bécs melletti Aspernben, melyet június 15-étől 17-ig rendeztek meg. Az előkészületek már egy héttel korábban megkezdődtek, a lelátókat feldíszítették, mindenekelőtt azonban megérkeztek az első pilóták, és kezdetét vette a gépek összeszerelése. Összesen 140 ezer koronát osztottak szét a résztvevők között. Először vett részt két nő is repülőversenyen: Madame Palliers a franciák képviseletében és Steinschneider Lilly osztrák színekben.
Az 1913-as Szent István-napi repülőversenyen Pesten, a rákosi repülőtéren Lilly a közönség nagy megelégedésére sikeresen szerepelt, és bár leszálláskor gépe nekiszaladt egy homokbuckának és összetört, a pilótanő sérülés nélkül, saját lábán távozott. A verseny hivatalos végeredménye szerint a pilótakisasszony megnyerte a gyorsasági versenyt, második helyezést ért el az egyhuzamban repülések versenyében (6 perc és 15 másodperc) és a levegőben töltött összidők versenyében (10 perc 7 másodperc).
Lilly kiváló repülési képességeire nemsokára egy osztrák aviatikai cég is felfigyelt, amely állást ajánlott neki. A jómódú kisasszonynak azonban más elképzelései voltak, így ez a munkaviszony nem tartott sokáig. 1914. március 16-án a Motor-Luftfahrzeug GmbH felmondólevelet küldött Lillynek, amelyben lemondtak további szolgálatairól.
Lányi Antallal, akihez valószínűleg gyengéd szálak is fűzték, számos bemutatón együtt vesznek részt. Ez a románc azonban a háború kezdetével véget ért. Lilly felajánlja szolgálatait a hadügyminisztériumnak, ahonnan azonban többek között az édesapja (akinek jóvoltából a kortárs pilótáktól eltérően saját repülőgéppel rendelkezett) közbenjárása miatt eltanácsolják. A ránk maradt fényképből ítélve, úgy tűnik, a kalandvágyó ifjú hölgynek meg kellett elégednie a rövid ideig tartó ápolónői szolgálattal az első világháborúban.
1914-ben házasságot kötött gróf Johannes Evangelist Virgilio Coudenhove-Kalergi von Ronspergheimmal (Richard Coudenhove-Kalergi bátyjával), és férje csehországi lakóhelyére költözött. Férje kérésére megszakította a kapcsolatot családjával, és csak titokban találkozott Margit nevű húgával és édesanyjával. A repülést is abbahagyta. Ebben nagy mértékben szerepet játszott, hogy az első világháború kitörése után beszüntették a polgári repülést. 1915 szeptemberében igen udvarias hangú felszólító levelet kapott a Császári és Királyi Repülőtechnikai Egyesülettől, melyben felkérték, hogy fizesse be az elmaradt tagdíjat.
Az ifjú házaspárt sokáig elkerülte a gyermekáldás. Végre 1927. június 22-én Prágában megszületett leányuk, akit a családi hagyományokhoz híven bőségesen elláttak keresztnevekkel: Maria Electa Thecla Elisabeth Christina Helena Sophia. A későbbi meghitt hangvételű magánlevelezésből kitűnik, hogy a kislányt egyszerűen csak Pixie-nek szólították. A várva várt gyermek születésének alkalmából emlékérmet is kibocsátott a család. A Magyar Országos Levéltár mikrofilmtárában található képen úgy kilenc-tízéves lehet a kislány, arcvonásain erősen tükröződik a negyedvér japán származás.
1939-től ínséges idők következtek a jobb módhoz szokott grófi család számára. Lilly lányával a növekvő náciveszély miatt Olaszországba költözött, ahol sokat betegeskedett, és nagyon szerény anyagi körülmények, nélkülözések közepette tengette életét. Ennek ellenére sorozatban írta férjének a meleg hangú leveleket, amelyek még nem vetítik előre későbbi válásuk jeleit. Feltehetően zsidó származása miatt volt kénytelen férjétől különváltan élni. Férje mindenesetre 1943. augusztus 18-án különélési nyilatkozatot adott ki.
A második világháború után visszavonultan élt Dél-Franciaországban. 1960-ban elvált férjétől. A Coudenhove családfa szerint 1975. március 28-án Genfben halt meg. (Más források szerint Nizzában halt meg 1977-ben, és ott is van eltemetve.) Bécsújhelyen – ahol 21 éves korában a pilótavizsgát letette – utcát neveztek el róla.